# Georgi Ivanov (football)
Pour les articles homonymes, voir Georgi Ivanov.
Georgi Aleksandrov Ivanov (en bulgare : Георги Александров Иванов), né le 2 juillet 1976 à Plovdiv, est un footballeur international bulgare reconverti entraîneur.

## Biographie
Après avoir brillé en Bulgarie, sous les couleurs du club de sa ville, le Lokomotiv Plovdiv, mais surtout sous celles du Levski Sofia, Ivanov s'exile en France, recruté par le Stade rennais. Cette expérience s'avère catastrophique, et Ivanov devient une cible privilégiée du public du stade de la route de Lorient qui raille sa lenteur.
À partir de juillet 2009, il est directeur technique du Levski Sofia. Il est l'entraîneur de la formation bulgare entre août 2009 et mai 2010 avant d'être rappelé pour occuper ce poste un an plus tard. Il reste à la tête du club durant cinq mois. En fin mars 2012, il devient une nouvelle fois l'entraîneur du Levski mais démissionne après seulement deux matches (deux défaites).
Après sa démission en 2012 à la tête du Levski Sofia, il est appelé la même année afin d'entraîner l'équipe qui l'avait vu débuter en tant que joueur, le Lokomotiv Plovdiv. L'équipe étant sur une série catastrophique d'une victoire en huit matchs, les dirigeants du club lui proposent un contrat de 8 mois. Cependant, il démissionne une nouvelle fois, à peine un jour après avoir été recruté. Il aurait pris peur devant la grandeur du travail à réaliser.
En décembre 2012, il est nommé à Tcherno More Varna.

## Palmarès
- Champion de Bulgarie en 2000, 2001, 2002, 2006 et 2009
- Vainqueur de la Coupe de Bulgarie en 1998, 2000, 2002 et 2005
- Vainqueur de la Supercoupe de Bulgarie en 2005 et 2007
- Meilleur buteur du championnat de Bulgarie en 2001